# Peter Tapsell (homme politique britannique)
Peter Hannay Bailey Tapsell (1er février 1930 à Hove (Angleterre) – 18 août 2018 à Glasgow) est un homme politique britannique du Parti conservateur et député pour Louth et de Horncastle.
Il siège à la Chambre des communes en continu de 1966 à 2015 et il est également député de 1959 à 1964. Il est "Père de la Chambre" entre 2010 et 2015.

## Biographie

### Famille et éducation
Peter Tapsell est né à Hove. Il fait ses études à Tonbridge School, sert dans le régiment du Royal Sussex de 1948 à 1950, et continue ses études à Merton College, Oxford, avec l'obtention d'un BA en histoire moderne en 1954, au cours de laquelle il est nommé Bibliothécaire de l'Oxford Union. Peter Tapsell est membre de plusieurs clubs de l'université d'Oxford pendant qu'il est à Merton.

### Carrière politique
Peter Tapsell travaille comme assistant personnel d'Anthony Eden lors des élections de 1955. Il se présente à Wednesbury en 1957, mais perd face au candidat du Parti Travailliste John Stonehouse. 
Il est élu au Parlement en 1959, comme député de Nottingham Ouest. Après avoir perdu son siège en 1964, il est sélectionné pour Horncastle, représentant la circonscription électorale de 1966 à 1983. En 1983, après le redécoupage, il est député de l'Est Lindsey, qu'il représente jusqu'en 1997, puis un nouveau découpage électoral l'amène à Louth et Horncastle. Tapsell est fait chevalier en 1985. Il est un soutien de longue date du Keynésianisme, et s'oppose aux politiques monétaristes de Margaret Thatcher. En 1981, il vote contre le budget de Geoffrey Howe – devenant, comme Peter Oborne l'a noté, « le premier Conservateur depuis Harold Macmillan, dans les années 1930 à voter contre un budget, une démarche courageuse qui lui vaut d'être mis politiquement à l'écart. ».
Peter Tapsell est connu pour son franc parler et il est parfois l'objet de controverses. En mai 2001, il fait les manchettes lors de la campagne électorale en comparant la vision de l'Europe du chancelier allemand Gerhard Schröder à celle d'Adolf Hitler. Il est opposé aux guerres en Irak et en Afghanistan, et demande que Tony Blair soit mis en accusation pour avoir induit en erreur le parlement sur l'invasion de l'Irak.
À partir de 2005, il est le seul député à avoir été élu pour la première fois dans les années 1950 et est l'un des rares députés de l'histoire parlementaire d'avoir siégé plus de cinquante ans à la Chambre des Communes.
En juin 2011, il est nommé Conseiller privé. En mars 2014, il annonce son intention de quitter le Parlement en 2015, et donne également une interview où il est très critique contre l'ancien Premier ministre Margaret Thatcher, dont il a été brièvement porte-parole sur la politique économique, lorsque les conservateurs étaient encore dans l'opposition dans les années 1970.

### Vie privée
Peter Tapsell est marié avec Cecilia Hawke, la troisième fille du 9e baron Hawke, en 1963, avec qui il a un fils, James (né en 1966), qui s'est suicidé en 1985. Ils divorcent en 1971, et Cecilia épouse Nicholas Scott en 1979. Tapsell se remarie à Gabrielle Mahieu en 1974.
Peter Tapsell est décédé le 18 août 2018 à l'âge de 88 ans.